# Private Practice
Private Practice is een spin-off van de televisieserie Grey's Anatomy. Net zoals Grey's Anatomy is het een Amerikaans medisch drama. De serie draait om een privékliniek in Los Angeles, Oceanside - Wellness Group, waar dokter Addison Montgomery aan het werk gaat nadat zij Seattle Grace Hospital heeft verlaten. Private Practice werd geschreven en geproduceerd door Shonda Rhimes en sinds 26 september 2007 uitgezonden door ABC op de donderdagavond. Op 5 april 2012 werd Private Practice verplaatst naar de dinsdagavond om plaats te maken voor Shonda Rhimes's serie Scandal. De serie eindigde op 22 januari 2013. In Nederland wordt de serie uitgezonden op Net5, in België op VTM.
Op 6 mei 2012 werd het zesde seizoen van Private Practice aangekondigd. Het zesde seizoen ging op 25 september 2012 in Amerika in première. Tim Daly, die dokter Pete Wilder speelt, kwam niet terug in de serie. Hoofdrolspeelster Kate Walsh kondigde in juni 2012 aan dat zij na het zesde seizoen niet meer zou terugkeren in Private Practice. Dat was de voornaamste reden om te beslissen dat seizoen zes het laatste seizoen zou zijn, met een beperkt aantal afleveringen. Dat dit definitief het laatste seizoen zou zijn, werd bekendgemaakt op 19 oktober 2012.

## Geschiedenis
Op 21 februari 2007 maakte The Wall Street Journal bekend dat ABC bezig was met een spin-off van Grey's Anatomy, met daarin het personage van Kate Walsh, Addison Montgomery. Daaropvolgende berichten bevestigden dat er een twee uur durende aflevering zou komen die zou gelden als pilot voor Private Practice (uitgezonden op 3 mei 2007). De serie werd op 11 mei 2007 opgenomen door ABC voor haar najaarprogrammering.

## Rolbezetting

### Vaste cast
| Acteur            | Personage                     | Opmerkingen                                   |
| ----------------- | ----------------------------- | --------------------------------------------- |
| Kate Walsh        | Dr. Addison Forbes Montgomery | Seizoen 1-6                                   |
| Benjamin Bratt    | Dr. Jake Reilly               | Seizoen 5-6 (Seizoen 4, Special Guest acteur) |
| Taye Diggs        | Dr. Jackson 'Sam' Bennett     | Seizoen 1-6                                   |
| Audra McDonald    | Dr. Naomi Bennett             | Seizoen 1-4 (Seizoen 6, Special Guest acteur) |
| Paul Adelstein    | Dr. Cooper Freedman           | Seizoen 1-6                                   |
| Tim Daly          | Dr. Peter 'Pete' Wilder       | Seizoen 1-5                                   |
| Amy Brenneman     | Dr. Violet Turner             | Seizoen 1-6                                   |
| Chris Lowell      | William 'Dell' Parker         | Seizoen 1-3                                   |
| KaDee Strickland  | Dr. Charlotte King            | Seizoen 1-6                                   |
| Brian Benben      | Dr. Sheldon Wallace           | Seizoen 4-6 (Seizoen 2-3, gastrol)            |
| Caterina Scorsone | Dr. Amelia Shepherd           | Seizoen 4-6 ( Seizoen 3, gastrol)             |

- Merrin Dungey speelde Dr. Naomi Bennett in de pilot. In juni 2007 werd zij vervangen door Audra McDonald.

### Terugkerend gastpersonages
- Shavon Kirksey & Geffri Maya als Maya Bennett (seizoen 1-3)
- David Sutcliffe als Kevin Nelson (seizoen 1-2)
- James Morrison als William White (seizoen 2-3)
- Agnes Bruckner als Heather Parker (seizoen 2-3)
- Jayne Brook als Dr. Meg Porter (seizoen 2)
- Sean Bridgers als Frank Dawson (seizoen 2)
- Josh Hopkins als Dr. Noah Barnes (seizoen 2)
- Amanda Detmer als Morgan Gellman (seizoen 2-3)
- Amanda Foreman als Katie Kent (seizoen 2-4)
- Jay Harrington als Dr. Wyatt Lockhart (seizoen 2)
- Sharon Leal als Dr. Sonya Nichols (seizoen 2)
- Grant Show als Dr. Archer Montgomery (seizoen 2-4)
- Hailey Sole als Betsey Parker (seizoen 2-4)
- Christina Chang als Dr. Vanessa Hoyt (seizoen 3)
- Stephen Collins als "The Captain" Montgomery (seizoen 3-4)
- Ann Cusack als Susan Grant (seizoen 3-4)
- Stephen Lunsford als Dink (seizoen 3-4)
- Michael Patrick Thornton als Dr. Gabriel Fife (seizoen 3-4)
- JoBeth Williams als Bizzy Montgomery (seizoen 3-4)
- James Remar als Gibby (seizoen 4)
- Blue Deckert als Joe Price (seizoen 4-6)
- Louise Fletcher als Frances Wilder (seizoen 4)
- Kyle Secor als Adam Wilder (seizoen 4)
- Alex Kingston als Dr. Marla Thomkins (seizoen 4)
- Nicholas Brendon als Lee McHenry (seizoen 4)
- Cristián de la Fuente als Dr. Eric Rodriguez (seizoen 4)
- Sydney Tamiia Poitier als Michelle (seizoen 4-5)
- A.J. Langer als Erica Warner (seizoen 5)
- Stephen Amell als Scott Becker (seizoen 5)
- Wes Brown als Ryan Kerrigan (seizoen 5)
- Anika Noni Rose als Corrine Bennett (seizoen 5)
- Scott Alan Smith als Dr. Mark Henry (seizoen 5)
- Jack & Joey Bobo als Lucas Wilder (seizoen 3-6)
- Justina Machado als Stephanie Kemp (seizoen 6)
- Carter MacIntyre als Nick Calhoun (seizoen 6)
- Charlie Hoffmeier als Ron Nelson (seizoen 6)
- Chryssie Whitehead als Dana Nelson (seizoen 6)
- Kylie Rogers als Sara Nelson (seizoen 6)
- Diane Farr als Miranda (seizoen 6)
- Missy Yager als Megan Stewart (seizoen 6)
- Emily Rios als Angela Reilly (seizoen 5-6)
- Matt Long als Dr. James Peterson (seizoen 6)